# Villar (Villagatón)
Villar es un núcleo de población leonés que, junto con Nistoso y Tabladas, integra Los Barrios de Nistoso. Forma parte del ayuntamiento de Villagatón - Brañuelas y está enclavado en la comarca de La Cepeda, en el centro geográfico de la provincia de León, España.
Se encuentra a 1.140 metros sobre el nivel del mar. El terreno es pizarroso y montañoso. Los montes se hallan cubiertos de urz, roble y otros arbustos. Su fauna se compone de perdices, liebres, lobos, jabalíes y corzos.
Fue censado por primera vez en 1970 con 145 habitantes, aunque en la actualidad está prácticamente deshabitado durante el invierno.